# Jerzy Rudzki
Jerzy Franciszek Rudzki (ur. 4 października 1909 w Świętochłowicach, zm. 14 lutego 2003 w Niemczech) – polski bokser, zawodnik klubów Naprzodu Lipiny i IKB Świętochłowice.

## Życiorys
Został trzykrotnym mistrzem Polski w kategorii piórkowej w 1931, 1932, 1933, wicemistrzem w 1934 i brązowym medalistą w 1935 i 1939 roku. W latach 1931–1933 sześciokrotnie wystąpił w reprezentacji Polski odnosząc 3 zwycięstwa i ponosząc 3 porażki.
Znawca boksu Wiktor Junosza-Dąbrowski tak pisał o Jerzym Rudzkim: Zamknięty w sobie, rzadko uśmiechnięty, nieskory do wynurzeń Rudzki − straszny na ringu, bezlitosny w walce, w życiu jest cichy i skromny, dobry i łagodny.